# Chytonix leucosema
Chytonix leucosema là một loài bướm đêm trong họ Noctuidae.